# Villanella
Villanella (hay villanelle) là một dạng bài hát thế tục Ý xuất hiện vào khoảng thế kỷ 16 ở Naples và có sức ảnh hưởng đến canzonetta và madrigal. Villanella thường có nội dung mộc mạc, các câu chuyện kể, sự châm biếm...

## Các nhà soạn nhạc nổi bật
- Adrian Willaert
- Adriano Banchieri
- Eva Dell'Acqua
- Giovanni Domenico da Nola
- Giovan Tomaso di Maio
- Luca Marenzio
- Orlande de Lassus